# Estadio Nacional de Chile
Estadio Nacional de Chile är Chiles nationella stadion som ligger i området Ñuñoa i huvudstaden Santiago. Estadio Nacional är landets största arena med en maximal kapacitet på nästan 67 000 åskådare och är också ett multisportkomplex med tennisbanor, simhallar och ett modernt gym.
Efter noggrann planering och kartläggningar började stadion byggas i februari 1937 och redan 3 december 1938 invigdes den. Arkitekten Karl Brunner inspirerades av Berlins Olympiastadion i Tyskland när han skissade ritningarna till Estadio Nacional.
I dagens läge är stadion mycket populär, främst för fotbollsfantaster och musikfantaster, men under militärkuppen 1973 blev den minst sagt impopulär när den användes som koncentrationsläger för motståndare till militärregeringen.
Idag är stadion hemmaarena för fotbollslaget CF Universidad de Chile, men även för det chilenska fotbollslandslaget.